# ناحیه تان تهنه، لنگ آن
ناحیه ‌تان تهنه، لنگ آن (به لاتین: Tân Thạnh District, Long An) یک منطقهٔ مسکونی در ویتنام است که در مکونگ دلتا واقع شده‌است.

## خصوصیات
ناحیه ‌تان تهنه ۴۰۸ کیلومترمربع مساحت و ۷۸٬۹۷۰ نفر جمعیت دارد.